# Abdi İpekçi Arena
Abdi İpekçi Arena je bila višenamjenska dvorana u Istanbulu. Bila je smještena u radničkoj četvrti Zeytinburnu s europske strane grada, neposredno ispred starih Teodozijevih zidina. Izgradnja dvorane je započela 1979. a otvorena je tek nakon deset godina jer je njena izgradnja često bila prekidana. Zatvorena je 2017. a srušena je 2018. godine. Nosila je ime po turskom novinaru i aktivistu za ljudska prava Abdiju İpekçiju koji je ubijen u Istanbulu 1979. godine.
Dvorana je bila dom košarkaških momčadi Galatasaray i Anadolu Efes te ženske momčadi Galatasarayja.

## Povijest
Dvorana je službeno otvorena 3. lipnja 1989. utakmicom američkih momčadi Harlem Wizards i Washington Generals. Kvalifikacijsku košarkašku utakmicu za EuroBasket 1993. između Turske i Belgije u studenom 1992. gledalo je uživo 20.000 gledatelja.
Kapacitet dvorane iznosi 12.500 gledatelja ali on je često znao biti prekoračen, posebice u europskim utakmicama.
Dvorana ima četiri suvremeno dizajnirane svlačionice, dvije mrežne sobe i press centar, dva velika višenamjenska salona, promatračku sobu, urede, moderne VIP lože, četiri toaleta, veliki LCD screen kojeg mogu promatrati gledatelji sa sve četiri tribine i druge elemente koji obogaćuju dvoranu. Ondje se nalaze i uredi Turskog košarkaškog saveza. Ispred dvorane je izgrađeno parkiralište s 1.500 parkirnih mjesta.
Abdi İpekçi Arena se nalazi na 12 km udaljenosti od zračne luke Atatürk.

## Događaji
U ovoj dvorani održale su se neke od utakmica europskog košarkaškog prvenstva 2001. odnosno svjetske smotre 2010. kojima je Turska bila domaćin. Osim košarke, ovdje se odvijalo i europsko plivačko prvenstvo u kratkim bazenima te europsko prvenstvo u odbojci 2009.
Osim sporta, u Abdi İpekçi Areni održala se Eurovizija 2004. te WWE (World Wrestling Entertainment) ekshibicija. Također, svoje koncerte ondje su imali Spice Girls, Depeche Mode, Phil Collins i Enrique Iglesias.